# Fabrizio Castello

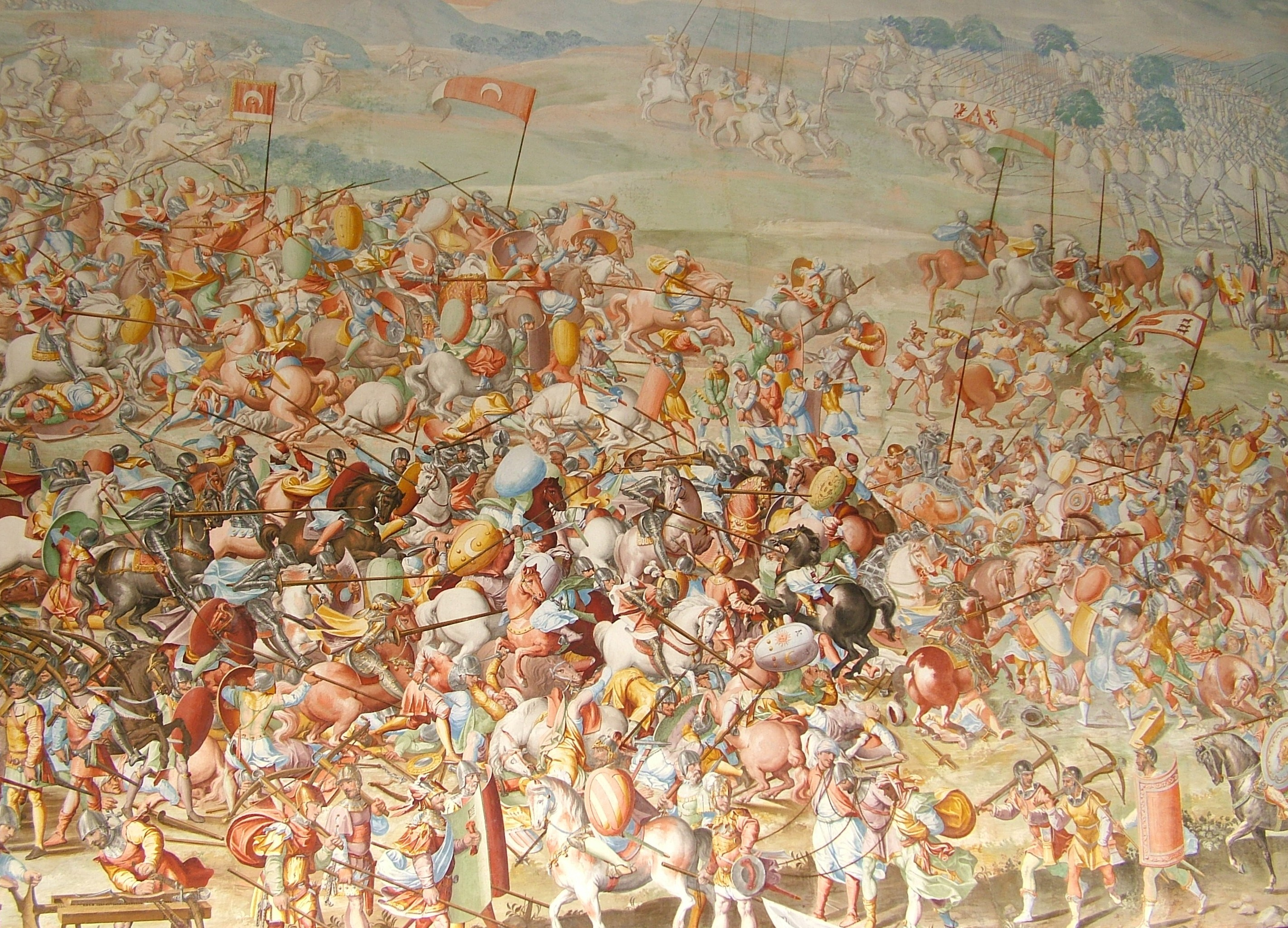
La battaglia di Higueruela (dettaglio) di Fabrizio Castello, Luca Cambiaso e Lazzaro Tavarone, nella Galleria delle battaglie ner Reale monastero di San Lorenzo de El Escorial

Fabrizio Castello, detto Il Figonetto (1562 – 1617), è stato un pittore italiano di origine genovese specializzato nella pittura grottesca.

## Biografia
Noto con il soprannome de il Figonetto, era figlio del pittore Giovan Battista Castello e si trasferì in Spagna intorno al 1567 quando suo padre venne chiamato, da Álvaro de Bazán, I marchese di Santa Cruz, nel suo palazzo a Viso del Marqués. Dopo la morte del padre, nel 1569, Fabrizio passò sotto la tutela del fratellastro Niccolò Granello che lo avviò alla pittura. Risulta documentato che nel marzo 1576, Granello, pittore del re, aumentò il salario del giovane, che lavorava come suo assistente. Divenne un artista indipendente nell'ottobre del 1577, quando, al raggiungimento della maturità, cominciò ad apparire nei libri di fabbrica dal monastero Reale di San Lorenzo de El Escorial con uno stipendio di 5 reali al giorno.
Quale membro del gruppo di artisti guidato dal suo fratellastro, Fabrizio lavorò nella decorazione pittorica di varie unità della basilica e del monastero di El Escorial. Nel 1582 fu commissionato, a uno dei suoi fratelli, di realizzare la pittura originale del coro della basilica, probabilmente costituita da una semplice serie di pannelli, presto sostituita da un'opera di Luca Cambiaso. È probabile che tra il 1583 e il 1584 Castello abbia partecipato alla decorazione delle volte del vestibolo e della sagrestia del monastero, dove si possono notare alcune figure di modellazione morbida diverse dal particolare stile utilizzato da Granello, ma la documentazione menziona solo il suo fratellastro.
Nel giugno del 1584 Fabrizio fu nominato pittore del re, con un salario di 16 ducati al mese. Poi, nel mese di dicembre dello stesso anno, fu incaricato di dipingere il soffitto della camera della Regina, conosciuta poi come la Galleria delle Battaglie, in cui lavorò assieme al fratello, come capo del gruppo costituito dai pittori: Cambiaso, suo figlio Orazio Cambiaso e Lazzaro Tavarone. Con un repertorio di motivi fantastici e allegorici, ispirati ai disegni di Perino del Vaga, i quattro pittori completarono in soli sei mesi la pittura murale di quasi 90 metri in tutta la stanza. Lo stesso gruppo dipinse poi i tetti delle due sale del capitolo, mentre nella sala vennero ritoccati i dipinti, lavori che li occuparono per tutto l'anno successivo. Nel gennaio del 1587 furono assunti per il grande affresco della Battaglia di La Higueruela nella stessa sala, una pittura grottesca molto diversa, realizzata usando come modello una vecchia tela, dipinta in grisaille, trovata nell'Alcázar di Segovia e restaurata da Castello nel 1581. Dopo questo dipinto, nel settembre del 1589, con Granello e Tavarone, mentre Cambiasi era tornato in Italia, fu assunto per lavorare ai dipinti delle pareti rimanenti, che rappresentano i primi quattro episodi dedicati alla Battaglia di San Quintino. Nel febbraio del 1591, anche senza concludere questi affreschi, cominciò a lavorare e dipingere le grottesche.
Sposò Catherine Mata dalla quale ebbe due figli e tra loro Félix Castello, che continuò l'arte del padre e del nonno.